# Aeroportul Sirri Island
Aeroportul Sirri Island (IATA: SXI, ICAO: OIBS) este un aeroport din Sirri Island⁠(d), Abumusa County⁠(d), Hormozgan Province⁠(d), Iran.
Situat la o altitudine de 13 m, aeroportul dispune de o singură pistă. Este operat de Iranian Airports Holding Company⁠(d).